# Närkes runinskrifter Fv1979;236
Närkes runinskrifter Fv1979;236 är en inristning på en knivslida av läder som hittades vid en utgrävning i centrala Örebro 1978. Runorna formade orden "maria" och "pataer" och kan tolkas som Maria, Jesu moder eller Maria och aposteln Petrus eller bönerna Ave Maria och Pater Noster. Slidan är daterad till mitten av 1300-talet.
Samtidigt med detta fynd fann man också en runinristad laggskålsbotten.

## Inskriften
Translitterering av runraden:
§A ma͡ria p(a)tær 
§B patær
Normalisering till äldre fornsvenska:
§A Maria. Pater(?) 
§B Pater(?)
Översättning till nusvenska:
§A Maria. Pater(?) 
§B Pater(?)

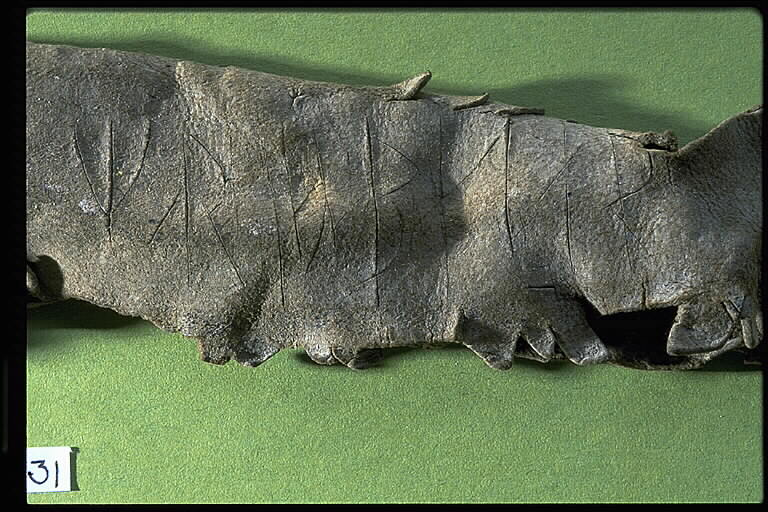
Kat nr 031 Knivslida av läder.

Inskriftensformel stämmer inte med de vanliga ägarformlerna som “Gerbjörn äger mig” på Sm 162 eller pætær gæd min (“Peter, förvara mig (väl)!”) på DR 306, utan många latinska böner från medeltiden avslutas med liknande uttryck: “Ave Maria Pater noster”, som finns dokumenterade även i runinskrifter, t.ex. G 161 och G 168.